# Eviota irrasa
Eviota irrasa är en fiskart som beskrevs av Karnella och Lachner, 1981. Eviota irrasa ingår i släktet Eviota och familjen smörbultsfiskar. Inga underarter finns listade i Catalogue of Life.